# 高斗南
高斗南，字拱極，陝西徽州人。明朝政治人物。

## 生平
洪武年間，由薦舉授四川定遠知縣。二十九年，因連坐被徵。百姓奔走呼喊，明太祖得知后，賜襲衣寶鈔遣還。其政績寫入《彰善榜》、《聖政記》，九年后，升雲南新興知州，後來告老還鄉，70歲時去世。

## 家族
有子高恂。